# Ксенунгуляти
Ксенунгуляти (Xenungulata) — ряд викопних копитних південноамериканських ссавців надряду меридіунгулят (Meridiungulata).

## Опис
Тіло ксенунгулят було масивним, а кінцівки — короткими й тонкими. На кінцівках було п'ять широких копит. У ксенунгулятов були великі та гострі різці та широкі моляри. Ксенунгуляти були рослиноїдними.

## Таксономія
Ряд містить три роди:
- Carodnia (Simpson, 1935)
- Etayoa (Villarroel, 1987)
- Notoetayoa (Gelfo et al., 2008)

Всі роди відносять або до родини Carodniidae (Paula Couto, 1952), або до родини Carodniidae включають лише рід Carodnia, а інші два роди — до родини Etayoidae (Villarroel, 1987).